# Фроянов, Игорь Яковлевич
И́горь Я́ковлевич Фроя́нов (22 июня 1936, Армавир, Краснодарский край, РСФСР, СССР — 5 декабря 2020, Санкт-Петербург, Россия) — советский и российский историк, общественный деятель, писатель. Доктор исторических наук (1976), профессор (1979); с 1982 по 2001 год декан исторического факультета Санкт-Петербургского государственного университета. Основная тема исследований — социально-политическая история Древнерусского государства IX—XII веков. Автор концепции доклассового общинного характера общественного и государственного строя Древней Руси.

## Биография

### Происхождение
Родился в семье Якова Петровича Фроянова (1902—1972) — кубанского казака, майора Красной армии, репрессированного в 1937 году. Отец историка был обвинён в контрреволюционной деятельности и приговорён к расстрелу, но затем наказание заменили 10 годами исправительно-трудовых лагерей. Яков Петрович был реабилитирован в 1957 году. Игорь Фроянов воспитывался матерью, Лидией Игнатьевной (1906—1966), отец после освобождения в семью не вернулся.
После прохождения военной службы в 1955—1958 годах И. Я. Фроянов, к тому времени ознакомившийся с трудами Б. Д. Грекова, поступил на историко-филологический факультет Ставропольского педагогического института, где научным руководителем студента стал профессор В. А. Романовский.

### Профессиональная деятельность
В 1963 году, окончив обучение в институте, он решил поступать в аспирантуру в Москву к А. А. Зимину, известному исследователю Средневековой Руси, но из-за проблем с наличием мест принял решение ехать в Ленинград. С 1963 года Фроянов обучался в аспирантуре исторического факультета Ленинградского государственного университета (научный руководитель — декан факультета и заведующий кафедрой истории СССР профессор В. В. Мавродин). В 1966 году защитил кандидатскую диссертацию «Зависимые люди Древней Руси (челядь, холопы, данники, смерды)» (официальные оппоненты А. А. Зимин и А. И. Копанев), в 1973 году — докторскую диссертацию «Киевская Русь. Главные черты социального и политического строя» (официальные оппоненты Н. Е. Носов, Л. В. Черепнин и И. П. Шаскольский). Работа Фроянова увидела свет только спустя три года, когда после множества корректировок Высшая аттестационная комиссия всё же утвердила диссертацию учёного. В 1976 году Фроянову была присуждена степень доктора исторических наук, а в 1979 году — присвоено профессорское звание.
С 1982 по 2001 год — декан исторического факультета, а с 1983 по 2003 год — заведующий кафедрой русской истории (до 1991 года — кафедра истории СССР). Председатель диссертационного совета СПбГУ по специальностям «отечественная история», «всеобщая история (Древний мир, Средние века, Новое и Новейшее время) и историография», «источниковедение и методы исторического исследования». В силу ряда причин (см. ниже разделы, посвящённые критике) период деканства И. Я. Фроянова был достаточно непростым. До 1990 года был отложен выпуск написанной в 1983 году монографии «Киевская Русь: очерки отечественной историографии». После распада СССР определились политические воззрения Фроянова. Он стал сторонником партии КПРФ.
В книгах «Октябрь семнадцатого. Глядя из настоящего» (1997) и «Погружение в бездну (Россия на исходе XX века)» (1999; 3-е изд., 2002) И. Я. Фроянов изложил свою концепцию современной советской и российской политической истории. Эти книги вызвали широкий общественный резонанс, политическая концепция историка, связанная с анализом причин Октябрьской революции и распада СССР, имеет и сторонников, и противников. По мнению сторонников Фроянова, именно выход в свет этих книг спровоцировал начавшуюся вскоре «антифрояновскую кампанию». В книге «Погружение в бездну» подверг резкой критике внутреннюю политику Б. Н. Ельцина.
Общественно-политическая позиция и кадровая политика Фроянова вызвали протест части профессорско-преподавательского состава исторического факультета СПбГУ. В апреле 2001 года Фроянов был снят с поста декана исторического факультета, 26 июня 2003 года — с поста заведующего кафедрой русской истории. Но, несмотря на это, не перестал заниматься общественной деятельностью. В 2013 году был в числе выступивших за перенос в запасники Третьяковской галереи картины И. Е. Репина «Иван Грозный и сын его Иван 16 ноября 1581 года», поскольку, по мнению авторов обращения, полотно создаёт «эффект ложной „психологической достоверности“, буквально запечатлевая в памяти тысяч и тысяч посетителей Третьяковской галереи /.../ клевету на Россию и её историю». Директор галереи И. В. Лебедева высказалась против данной инициативы и заявила, что картина останется в экспозиции. Был доверенным лицом кандидата в президенты России от КПРФ Павла Грудинина.
Является основателем научной школы. В числе его учеников — А. Ю. Дворниченко, А. В. Майоров, Ю. В. Кривошеев, А. В. Петров, В. В. Пузанов.
5 декабря 2020 года И. Я. Фроянов скончался. По словам директора Института истории А. Х. Даудова, причиной смерти стали проблемы с сердцем, причём, как отмечал глава Института, Фроянов не болел и 7 декабря планировал проводить занятия в университете.
Похоронен на Смоленском кладбище.

### Личная жизнь
Первая жена — Татьяна Ивановна Солдатова (род. 1933); сын Игорь (1964—2000) — педагог, директор школы № 179 Калининского района Санкт-Петербурга, позднее начальник управления образования Калининского района; был убит. С 6 ноября 1976 года И. Я. Фроянов был женат на Елене Львовне (урожд. Аламдаровой; 1952—2000) — преподавателе истории; дочь Лидия (род. 1980).

## Концепция истории Древней Руси
Стремился доказать доклассовый и общинный характер общественного и государственного строя Древней Руси.
В своей докторской диссертации и вышедшей на её материале книге «Киевская Русь. Очерки социально-экономической истории» он отказался от господствовавшего в советской историографии представления о классовом и феодальном характере Руси, о Древней Руси XI—XII веков как о сложившемся феодальном государстве с завершившимся процессом классообразования, и доказывал, что в Древней Руси крупное частное землевладение было развито слабо и базировалось на труде рабов, а не феодально зависимых людей, которых среди всего населения было чрезвычайно мало (часть смердов). В книге 1974 года воздержался от прямой оценки общественного строя Руси IX—XIII веков как феодального или рабовладельческого, а в книге 1980 года «Киевская Русь. Очерки социально-политической истории» прямо заявил о дофеодальном характере древнерусского общества.
По мнению Фроянова, в Древней Руси существовали и рабовладельческий (к рабам он относит челядь, холопов, часть смердов), и феодальный уклады, однако господствовавшим был общинный уклад. Согласно концепции исследователя, подавляющая масса земледельческого населения Киевской Руси была свободной и непосредственно участвовало в управлении государственными делами на вечевых собраниях. Территориальная община решала вопрос о власти, призывала и изгоняла князей. Таким образом, государство на Руси возникло до разделения общества на классы. По мнению историка, вече было высшим правящим органом не только в Новгородской республике, а во всех русских землях. Несмотря на то, что представители знати являлись непременными участниками веча, и руководили его работой, они не обладали достаточными средствами, чтобы саботировать его решения или подчинять своей воле. Создал концепцию древнерусских городов-государств, согласно которой древнерусские княжества являлись управляемыми местными общинами городами-государствами.

## Исторические взгляды
И. Я. Фроянов характеризует Киевское восстание 1113 года как результат политической борьбы сторонников вокняжения Владимира Мономаха и его противников Святославичей, поддерживаемых еврейской общиной «иноземных ростовщиков, установивших, подобно мафии, свое господство на местном рынке».
Опираясь прежде всего на гипотезы Б. А. Рыбакова, а также характер ведения войны, традицию княжеских пиров и другие косвенные признаки, Фроянов считает, что вплоть до XIV—XV веков общество на Руси, особенно крестьянское, носило преимущественно языческий характер. Исследователь усматривает наследие дохристианского культа также в обычаях древнерусских городских общин (расправе над князями и др.). К примеру, убийство князя Игоря Ольговича, по мнению историка, произошло не на социальной или политической почве, а носило магический ритуализованный характер, соответствующий языческому сознанию. Убийство Игоря символизировало пресечение попыток Ольговичей занять киевский стол. В то же время выступления волхвов Фроянов оценивает как религиозный и бытовой конфликт общины с высшими властями и попытку сопротивления Новгорода Киеву.
Является одним из сторонников существования в Киевской Руси единой древнерусской народности.
Выступил против взгляда на «Велесову книгу» как на исторический источник.
Историк положительно оценивает опричнину, учреждённую Иваном Грозным. По его мнению, это явление своими корнями восходит к эпохе правления правления Ивана III, «когда Запад развязал идеологическую войну против России, забросив на русскую почву семена опаснейшей ереси, подрывающей основы православной веры, апостольской церкви и, стало быть, зарождающегося самодержавия. Эта война, продолжавшаяся почти целый век, создала в стране такую религиозно-политическую неустойчивость, которая угрожала самому существованию Русского государства. И Опричнина стала своеобразной формой его защиты… Опричные полки сыграли заметную роль в отражении набегов Девлет-Гирея в 1571 и 1572 годах… с помощью опричников были раскрыты и обезврежены заговоры в Новгороде и Пскове, ставившие своей целью отложение от Московии под власть Литвы… Московское государство окончательно и бесповоротно встало на путь служения, очищенная и обновлённая Опричниной…». Концепция не была поддержана научным сообществом.
Высказывался положительно по вопросу о финансировании большевиков Германией, но утверждал, что это было лишь прикрытием, в то время как основной поток денежных средств шёл из США с Уолл-стрит от Джейкоба Шиффа.

## Критика исторической концепции
«В советское время меня упрекали в отходе от марксизма… Моя докторская диссертация три года „висела“ в ВАКе, её не утверждали, обвиняя меня как раз в отходе от марксизма... Главное, однако, недовольство моих оппонентов заключалось в том, что я отрицаю классовый характер древнерусского общества, наличие в нём классовой борьбы. И государство у меня доклассовое, что противоречит марксистско-ленинской теории», — вспоминал сам историк.
Концепция И. Я. Фроянова была новой и во многом не соответствовала официальной доктрине о возникновении государства в обществе, в котором появились классы, а также теоретическим построениям многих советских историков старшего поколения. Это вызвало сначала игнорирование книги исследователя, а затем волну критики в его адрес. После того как Фроянов стал деканом исторического факультета Ленинградского университета, стало невозможно не замечать его публикаций, и его противники предъявили историку ряд обвинений: отступление от марксизма, отход от «столбовой дороги» отечественной историографии, непонимание древнерусских текстов. Из-за противодействия третья книга декана исторического факультета, посвящённая вопросам историографии, не могла быть опубликована в университетском издательстве вплоть до 1990 года.
С критикой различных положений Фроянова в советское время выступали академики Б. А. Рыбаков и Л. В. Черепнин, члены-корреспонденты АН СССР В. Т. Пашуто и Я. Н. Щапов, доктора исторических наук Ю. А. Лимонов, А. М. Сахаров и М. Б. Свердлов.

## Критика деятельности и политических воззрений
10 января 2001 года 137 российских учёных и деятелей культуры опубликовали в «Вестнике Санкт-Петербургского университета» письмо-обращение к ректору университета Людмиле Вербицкой, в котором утверждали, что результатом деятельности Фроянова является глубокий кризис на возглавляемом им историческом факультете. Авторы обвиняли Фроянова в изоляции истфака с целью сохранения личной власти и изгнании неугодных сотрудников. В письме говорилось, что «на связи с мировой наукой положен негласный запрет… патриотизм подменён ксенофобией и антисемитизмом. Налицо стремление превратить процесс преподавания в политическую агитацию».
В данном письме, посвящённом ситуации на историческом факультете СПБГУ и критике Фроянова, как следует из книги доктора исторических наук В. С. Брачева «Травля русских историков», отсутствовали подписи преподавателей исторического факультета СПбГУ, а большинство подписавших письмо не являлись профессиональными историками.
В апреле 2001 года Учёный совет университета отказал И. Я. Фроянову в продлении его деканских полномочий (60 голосами «против» и 37 «за» при 8 воздержавшихся). 26 июня 2003 года он был освобождён от заведования кафедрой русской истории. Диссертационный совет под его руководством был ликвидирован.
В свою очередь, доктор исторических наук, профессор Михаил Флоринский, сотрудник факультета, возглавлявшегося Фрояновым, обвинил «либерально-масонские СМИ» в «травле учёного». Ряд учёных, писателей, общественных деятелей (в числе которых доктор исторических наук академик РАН Г. Куманев, доктора исторических наук В. Ганичев, А. Кузьмин, С. Перевезенцев, доктор юридических наук С. Бабурин, доктор философских наук, депутат Госдумы РФ Н. Бенедиктов, писатели М. Алексеев, В. Распутин, В. Карпов и др.) подписал коллективное обращение к учёному совету университета с просьбой отменить решение об отставке историка, где связал это решение с «тотальной войной», которую «западники, либеральные интеллигенты… кормящиеся из западных источников силы» объявили «всей русской истории, нашим достояниям и победам».
Ряд источников называет И. Я. Фроянова сторонником идей почвенничества, антисемитизма и сталинизма.

## Некоторые публикации
Подробный список научных трудов И. Я. Фроянова (составитель М. С. Белоусов; опубл. в альманахе «Древняя Русь: во времени, в личностях, в идеях», вып. 5, 2016). Список по 2006 год, к которому приложены электронные версии ряда публикаций, см. здесь.
- Киевская Русь. Очерки социально-экономической истории. — Л., 1974. — Ч. 1—2;
- Киевская Русь. Очерки социально-политической истории / отв. ред. В. В. Мавродин. — Л. : Издательство Ленинградского университета, 1980. — 256 с.;
- Становление и развитие раннеклассовых обществ. Л., 1986 (в соавт.);
- Фроянов И. Я., Дворниченко А. Ю. Города-государства Древней Руси / ЛГУ им. А. А. Жданова. — Л.: Изд-во Ленингр. ун-та, 1988. — 272 с. — 8000 экз. — ISBN 5-288-00115-4.;
- Курбатов Г. Л., Фролов Э. Д., Фроянов И. Я. Христианство: Античность. Византия. Древняя Русь. Л.: Лениздат, 1988;
- Киевская Русь. Очерки отечественной историографии / отв. ред. В. В. Мавродин. — Л. : Издательство Ленинградского университета, 1990. — 328 с. — ISBN 5-288-00166-9;
- Д. де Фро (Дворниченко А. Ю., Дегтярёв А. Я., Фроянов И. Я.) Рюриковичи: очерки. — Л., 1990;
- Исторические реалии в летописном сказании о призвании варягов // Вопросы истории. — 1991. — № 6;
- История России от древнейших времен до начала XX века: пособие для абитуриентов. — СПб., 1992 (редактор; 2-е изд. — М., 1998);
- Мятежный Новгород : очерки истории государственности, социальной и политической борьбы конца IX — начала XIII столетия. — СПб. : Изд-во СПбГУ, 1992;
- Древняя Русь. Опыт исследования истории социальной и политической борьбы / под ред. А. Я. Дегтярёва. — М.—СПб. : Златоуст, 1995 (2-е изд. 2014; 3-е изд. 2021);
- Рабство и данничество у восточных славян. — СПб., 1996;
- Фроянов И. Я., Юдин Ю. И. Былинная история: (Работы разных лет) / Под ред. чл.-корр. РАН К. В. Чистова. — СПб.: Изд-во СПбГУ, 1997. — 592 с. — 3000 экз. — ISBN 5-288-01961-4.;
- Октябрь семнадцатого (глядя из настоящего). — СПб., 1997 (2-е изд. 2002);
- Киевская Русь. Главные черты социально-экономического строя. — СПб., 1999;
- Начало христианства на Руси. — Ижевск : Удмуртский университет, 2003;
- Погружение в бездну (Россия на исходе XX века). — СПб., 1999 (2-е изд. 2001, 3-е — 2002, 4-е — 2009);
- Начала Русской истории. Избранное. — М., 2001;
- Загадка крещения Руси. — М. : Алгоритм, 2007 (2-е изд. 2009);
- Драма русской истории : На путях к Опричнине. — М.: Парад, 2007. — 952 с. — ISBN 978-5-8061-0098-7. (2-е изд. 2012);
- Уроки Красного Октября. — М. : Алгоритм, 2007;
- На путях к Опричнине. — Т. 1—2. — М.—Нью-Йорк—СПб., 2008;
- Молитва за Россию. Публицистика разных лет. — СПб. : Астерион, 2008. — 840 с. — ISBN 978-5-94856-434-0;
- Грозная опричнина. — М. : Эксмо, Алгоритм, 2009;
- Зависимые люди Древней Руси : челядь, холопы, данники, смерды. — СПб., 2010;
- Древняя Русь IX—XIII веков. Народные движения. Княжеская и вечевая власть. — М.: Русский издательский центр, 2012. — 1088 с. — 3000 экз. — ISBN 978-5-4249-0005-1;.
- Нашествие на русскую историю. — СПб. : Русская коллекция, 2020. — 1088 с. — 300 экз.— ISBN 978-5-00067-019-4